# 馬鞍山郊野公園

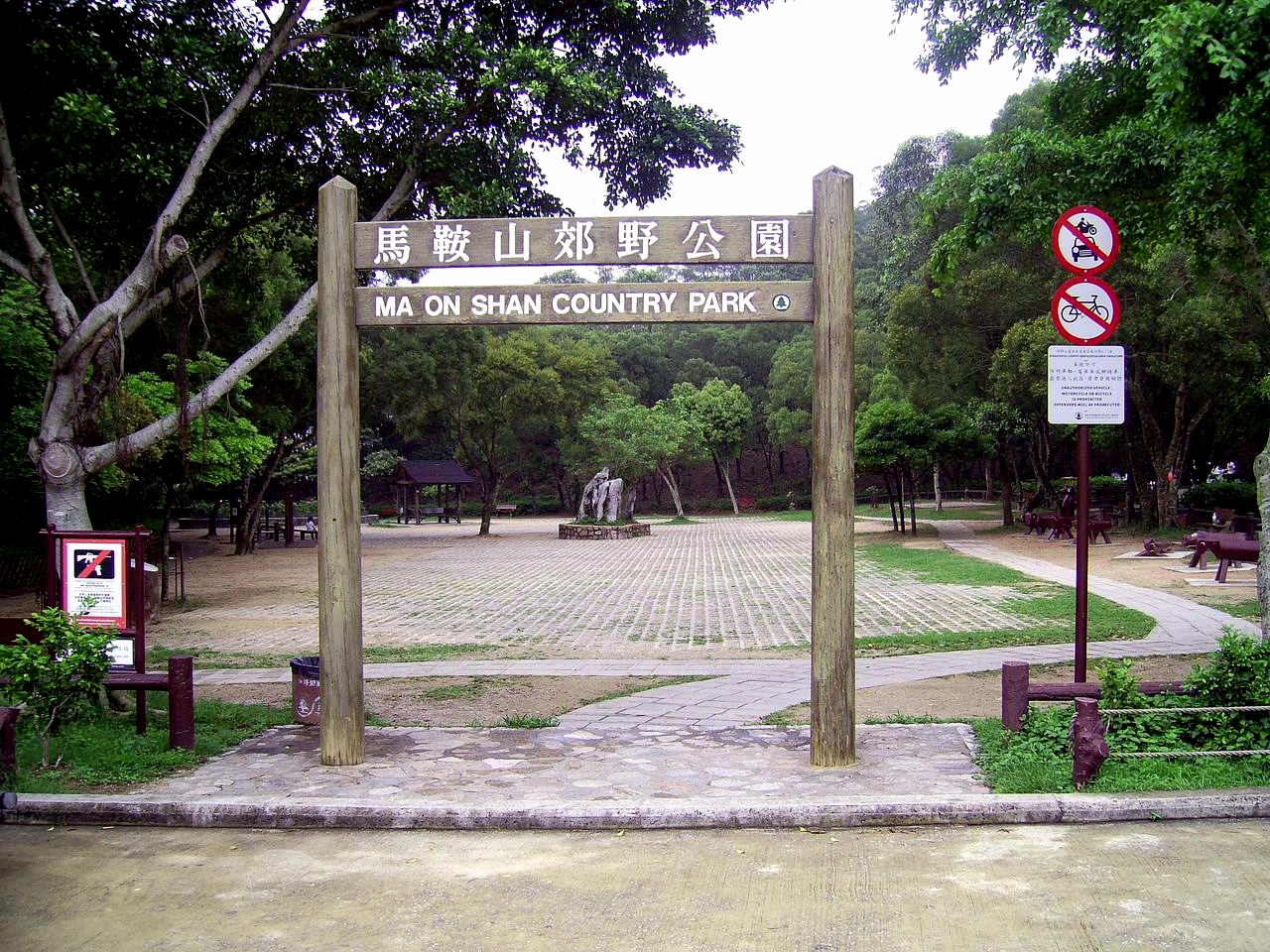
馬鞍山郊野公園

馬鞍山郊野公園（英語：Ma On Shan Country Park）劃定於1979年4月27日，是香港的一個郊野公園，位於新界沙田馬鞍山，佔地達2,880公頃，分為兩部分，除馬鞍山部分外，白沙灣及牛尾海之間的白沙灣半島也屬公園範圍。
馬鞍山郊野公園範圍南至飛鵝山（彩雲邨扎山道），西接獅子山郊野公園，東接西貢西郊野公園，有大老山、馬鞍山、觀音山、水牛山、大金鐘、牛押山等山峰。此外，公園範圍內有目前全港第二長的行車隧道大老山隧道，而大老山隧道成為九龍東和香港島直達新界東之主要行車隧道。
馬鞍山郊野公園內有馬鞍山郊遊徑、馬鞍山家樂徑、企嶺下樹木研習徑、衛奕信徑（第四段，由井欄樹至沙田坳）、麥理浩徑（第四段，由水浪窩至基維爾營地）、昂平營地（跟大嶼山的昂坪無關）、馬鞍山特別地區，並設有多個燒烤場地，分別位於水浪窩、企嶺下、泥涌及馬鞍山村。

## 地形

馬鞍山郊野公園有多座高山。圖為象山及飛鵝山。

## 石屋廁所
- 馬鞍山燒烤場
- 泥涌燒烤場
- 扎山道晨運公園

## 外部連結
- 漁農自然護理署 馬鞍山 （页面存档备份，存于）
- OpenStreetMap上有關555476776  馬鞍山郊野公園的地理